# 秦良玉陵園
秦良玉陵園位於四川省石砫縣大河鄉，現屬重慶市。文物遺址年代判定為清。是中國歷史上唯一作為女子得到封侯、并且純粹以軍功進入正史的南明抗清名將秦良玉的埋骨之處。1991年4月16日公佈為四川省文物保護單位。2000年9月7日列為第一批重慶市文物保護單位。